# Maison Boreas
La maison Boreas (en néerlandais : Burgerhuis ou Huis Boreas) est un immeuble réalisé par l'architecte Jos Bascourt en 1898 dans le style Art nouveau à Anvers en Belgique (région flamande).

## Histoire
Érigée en 1898, cette maison est la première réalisation de style Art nouveau de l'architecte Jos Bascourt et l'un des premiers immeubles de ce style à Anvers. Le premier propriétaire s'appelait J. Kolsteren. Le nom de la maison se réfère à Borée, vent du nord dans la mythologie grecque. Une autre réalisation anversoise de style Art nouveau a pris Borée comme référence. Il s'agit de l'Ensemble Notus, Zephyr, Eurus en Boreas construit par August Cols et Alfried Defever en 1901.
La maison Boreas est classée et reprise sur la liste des monuments historiques de Berchem depuis le 11 avril 1984.

## Situation
Cette maison se situe aux no 56 de Transvaalstraat, une artère résidentielle du quartier de Zurenborg à Berchem au sud-est d'Anvers comptant de nombreuses autres réalisations de style Art nouveau. Elle avoisine les maisons Lotus et Papyrus situées aux nos 52 et 54 et d'autres immeubles Art nouveau sis aux nos 30 et 62.

## Description
La maison relève du style Art nouveau géométrique. La façade compte quatre travées, trois niveaux (deux étages) pour la travée de gauche et deux niveaux (un seul étage) pour la travée de droite. La façade est construite en brique enduite de peinture blanche sur un soubassement en pierre de taille. La transition entre le soubassement et le reste de la façade est marqué par quatre moulures courant sur la largeur du bâtiment. La façade, de plan cubique est percée de hautes baies rectangulaires surmontées de linteaux en fer décorés de fleurs stylisées. Les baies du rez-de-chaussée sont composées de petits bois dans leur partie inférieure et d'importants vitraux aux motifs floraux dans leur partie supérieure. Vitraux aux motifs floraux que l'on retrouve à l'imposte de la porte d'entrée. 
L'élément le plus ostentatoire de cette façade relativement sobre est l'oriel en bois peint en couleur bordeaux et reposant sur une console en pierre de taille rainurée. Cet oriel possède une base à cinq pans. Il est orné, dans sa partie inférieure, de panneaux représentant le feu et, dans sa partie supérieure, de vitraux faisant chacun figurer une fleur. Quatre colonnettes en bois sculptés partent des quatre angles de la base de l'oriel pour s'en séparer peu à peu, lui donner un effet de forme évasée et soutenir la toiture. Ces colonnettes sont reliées à l'oriel dans sa partie supérieure par des fers forgés aux dessins courbes et géométriques.
Sous l'oriel, se trouve un panneau rectangulaire en céramiques où figurent le nom de la maison en lettres noires sur fond jaune ainsi que la tête de Borée se confondant avec les nuages et soufflant avec force.

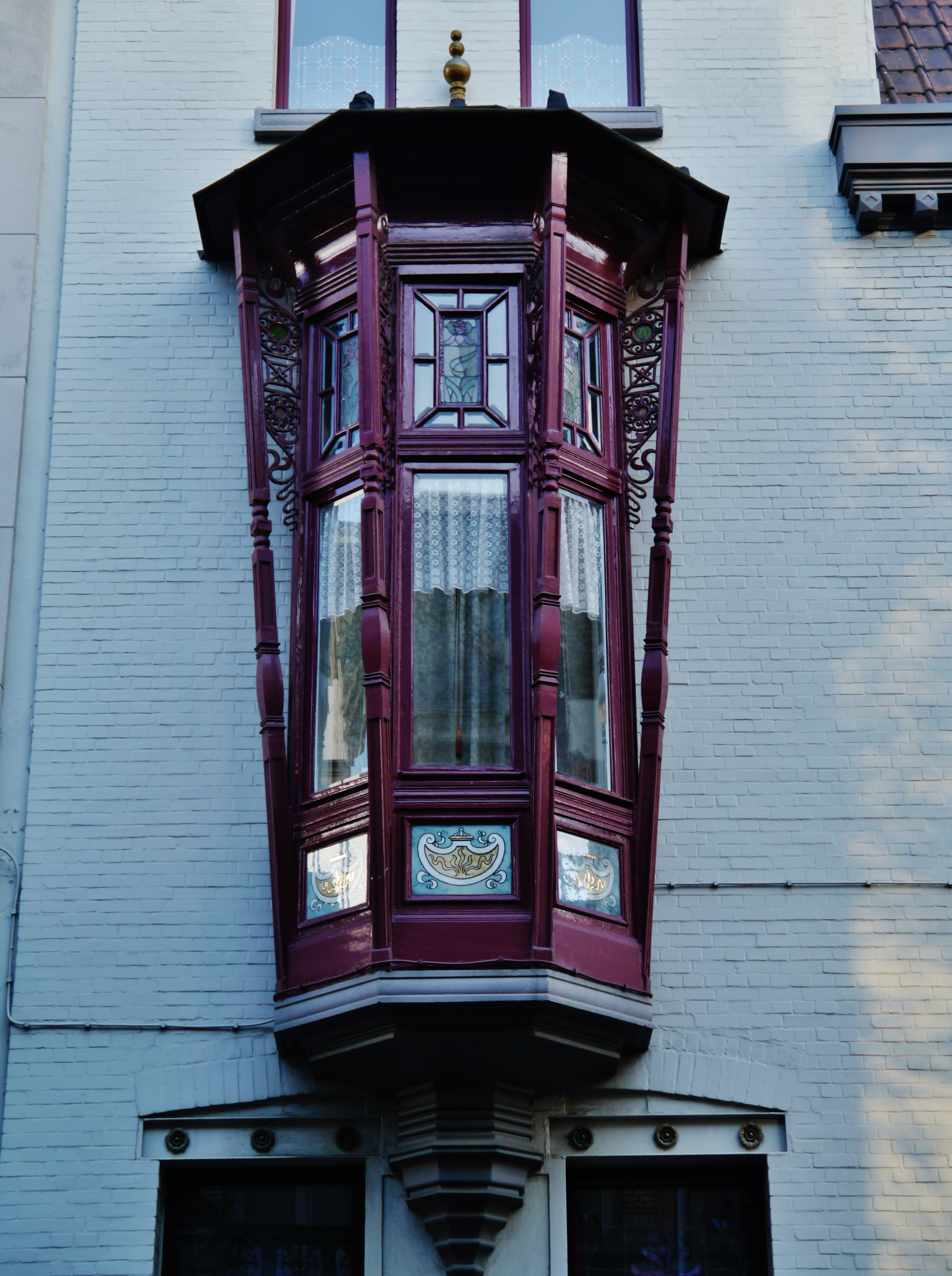
Maison Boreas : oriel

## Source
- (nl) https://inventaris.onroerenderfgoed.be/erfgoedobjecten/11139